# Amblève (rijeka)
Amblève (francuski,  Francuski izgovor: ɑ̃blɛv ili njem. Amel Njemački izgovor: [ˈaːml̩]) je rijeka u istočnoj Belgiji u pokrajini Liège. Duga je 93 km.
Izvire u blizini Büllingena u Hautes Fagnes (nizozemski: Hoge Venen, njemački: Hohes Venn), blizu granice s Njemačkom, teče kroz gradove Amel, Stavelot, Trois-Ponts, Remouchamps i Aywaille, a u mjestu Comblain-au-Pontu se kao desna pritoka ulijeva u rijeku Ourthe (pritok rijeke Meuse). Pritoke su joj rijeke Chefna, Ninglinspo, Warche, Eau Rouge, Salm, Lienne i Rubicon. 

## Znamenitosti
U selu Coo (blizu Trois-Pontsa) nalazi se 15 metara visok vodopad Coo, jedan od poznatijih vodopada u Belgiji. Vodopad je nastao umjetno u 18. stoljeću kada su lokalni redovnici prokopali kanal od rijeke kako bi doveli vodu do vodenicu. Presušeno korito rijeke sada se koristi kao donji spremišni bazen za hidroelektranu Coo-Trois-Ponts.
Zanimljivost Lorcéa, obližnjeg sela, je neobičan dizajn brane koja se nalazi na mjestu zvanom "Fang-Naze" ili "Fagne-Naze". Izgrađena između 1928. i 1932., zauzima oko 50.000 m3 vode, koja se zatim vodi kroz 3460 metara dugačak tunel isječen iz brda, na čijem kraju se s visine od 40 metara obrušava na turbine elektrane "Heid Ile" u Nonceveuxu, dijelu Aywaillea.
Na desnoj obali u blizini Sprimonta nalazi se špilja Belle Roche, najstarije poznato mjesto ljudskog boravka u Beneluksu (prije oko 500.000 godina).
Dio rijeke "Fond de Quareux" u blizini Nonceveuxa naveden je kao jedno od glavnih znamenitosti Valonije.

## Vanjske poveznice
|  | Zajednički poslužitelj ima još gradiva o temi Amblève (rijeka) |